# Konrad Koch

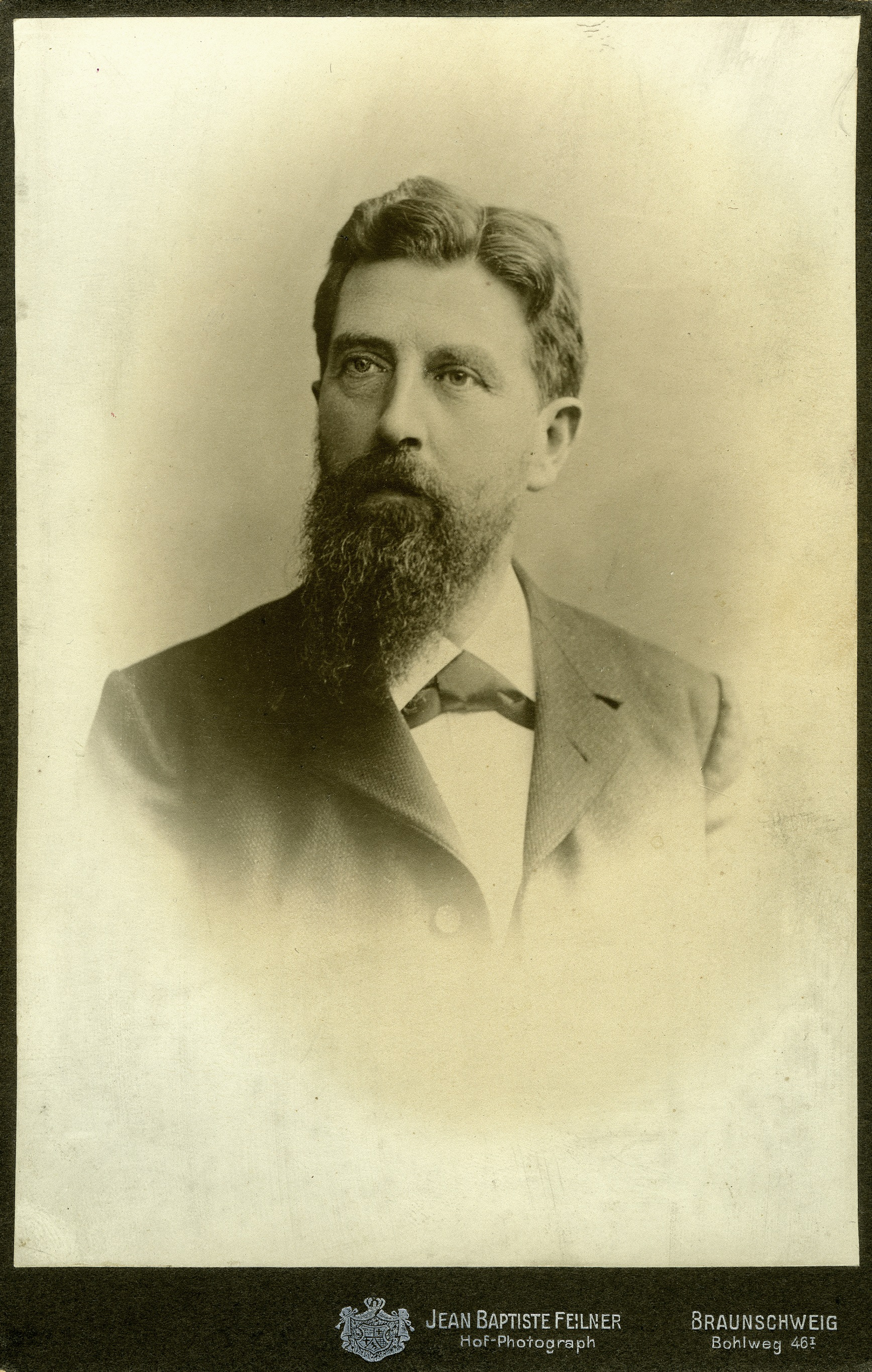
Porträt Konrad Kochs,
Carte de Visite von Jean Baptiste Feilner, um 1900

Wilhelm Carl Johann Konrad Koch (* 13. Februar 1846 in Braunschweig; † 13. April 1911 ebenda) war ein deutscher Lehrer, der die Schulspiele in Deutschland begründete und 1874 das Fußballspiel in Deutschland einführte.

## Leben
Konrad Koch war der Sohn des Oberlehrers Johann Conrad Koch (1810–1884) und dessen Frau Luise. Seine Schulzeit absolvierte Koch von 1856 bis 1864 am Pro- und Obergymnasium in Braunschweig. Nach dem Abitur studierte er ab 1864 Theologie und Philologie, zunächst in Göttingen, später in Berlin und Leipzig. Dort wurde Koch 1868 mit einer Schrift über die Sprache Homers promoviert und kam anschließend als Lehrer wieder nach Braunschweig an das Martino-Katharineum, an dem er bis zu seinem Tode 1911 die Fächer Deutsch und Alte Sprachen unterrichtete. Über Koch als Lehrer berichtete später einer seiner Schüler:

„Er war großzügig, ein feiner Mann, hoch gebildet, es war ein Genuss bei ihm zu sein. Wir wurden da in der Oberprima nicht angebrüllt, er hatte Verständnis für uns und war unter uns in den freiwilligen Turnstunden, als wenn er zu uns gehörte.“

Sein Biograph charakterisierte den Lehrer Koch folgendermaßen:

„Konrad Koch war ein hervorragender Pädagoge, der auf der Grundlage des klassischen Humanismus eines Wilhelm von Humboldt und am Beispiel ewiger Größe und Schönheit des griechischen Volkes seine Schüler zu erziehen sich bemühte.“

Koch erkannte bereits früh, dass sportliche Aktivitäten unter freiem Himmel für die Entwicklung der Schüler förderlich sind. So führte er 1872 zusätzlich zum bereits bestehenden Turnunterricht so genannte „Schulspiele“ ein (darunter 1876 auch Cricket), wobei er von seinem Kollegen und Turnlehrer August Hermann (1835–1906) unterstützt wurde.

### 1874: Das erste Fußballspiel in Deutschland
Nachdem sich August Hermann als Turnlehrer am Braunschweiger Martino-Katharineum einen „echten Fußball“ aus England hatte kommen lassen, initiierte er gemeinsam mit Koch das erste Fußballspiel auf deutschem Boden: Im Herbst 1874 trugen Schüler des Martino-Katharineum das Spiel auf dem so genannten „Kleinen Exerzierplatz“ an der Rebenstraße (heute Rebenring) unter der Leitung von Koch und Hermann aus. Damit glaubten sie, ein Mittel gegen das „Stubenhockerthum“ sowie die Kneipentouren ihrer Oberschüler gefunden zu haben. August Hermann hatte einen Rugbyball aus Großbritannien besorgt, der zunächst ohne jede Erklärung einfach zwischen die Schüler geworfen wurde. Dieses Experiment gilt als die Geburtsstunde des Fußballs in Deutschland.

„Es wurden einfach ein guter Fußball aus England auf den Platz geworfen, einige der wichtigsten Regeln angegeben und bald spielten die deutschen Knaben das englische Spiel, wenn auch anfangs noch nicht mit allen Feinheiten, doch eifrig und geschickt und zu ihrem größten Vergnügen.“

Andere Quellen, wonach das erste Fußballspiel auf deutschem Boden schon im April 1874 in Dresden stattfand, haben sich als überholt erwiesen. Dies geht aus einer englischen Quelle hervor, die betont, dass der Dresden English Football Club nach den Rugby-Regeln spielte. Der erste Beleg für ein Fußballspiel in Deutschland, das nach Regeln der Football Association (FA) gespielt wurde, stammt aus Lüneburg und datiert in das Jahr 1875. Am dortigen Johanneum führten der Lehrer Wilhelm Görges und der vom Marlborough College kommende junge Engländer Richard Ernest Newell Twopeny das Fußballspiel ein. Drei Spiele sind dokumentiert, über das erste berichtete auch der Lüneburgsche Anzeiger im September 1875. Der am Johanneum gegründete Club bestand aber nur kurze Zeit und geriet danach in Vergessenheit.
Konrad Koch selber war zeitlebens ein Anhänger des Rugbyspiels. Sein Biograph Malte Oberschelp betont, Koch habe nicht Fußball, sondern Rugby in Deutschland eingeführt. Gleichwohl darf man Konrad Koch zu Recht einen Fußballpionier nennen, denn in allen seinen Schriften nach 1890, als sich das Fußballspiel im heutigen Sinne gegenüber Rugby durchgesetzt hatte, setzte er sich für die Akzeptanz dieser neuen Sportart im Deutschen Reich ein.
Das Fußballspiel fand rasch auch im Schulsport Verbreitung:

„Das Spiel lehrt und übt Gemeinsinn, weckt und stärkt die Freude am tatkräftigen Leben und die volle Hingabe an gemeinsam gestellte Aufgaben und Ziele.“

Auf den englischen Ballsport brachte Koch der Mediziner Friedrich Reck (1827–1879), der – anders als Koch – in seiner Tätigkeit als Militärarzt die Britische Insel besucht hatte und die englischen Verhältnisse gut kannte.

### Erste Fußballregeln und Vereine in Deutschland

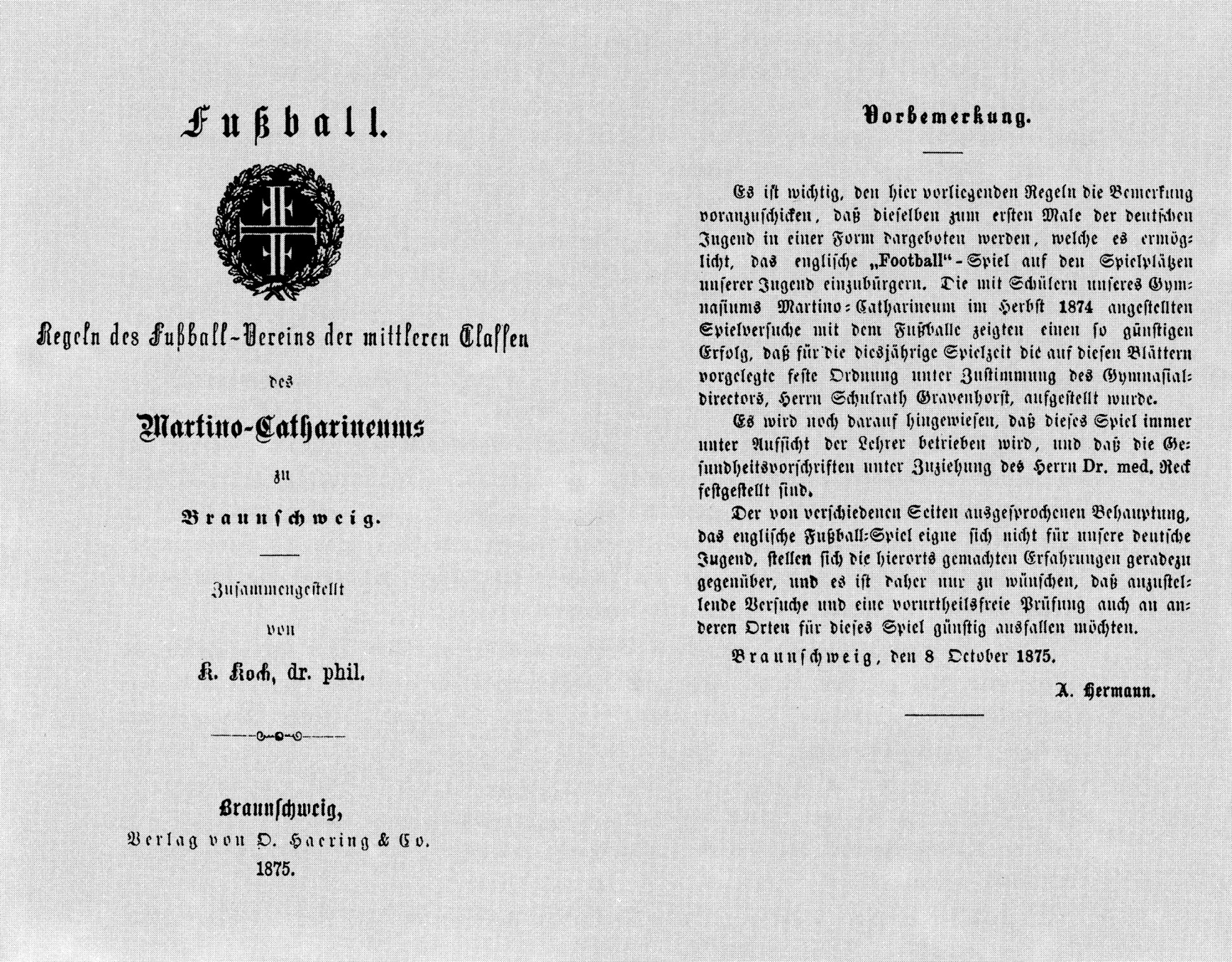
Erste Fußballregeln, 1875 zunächst für das Martino-Katharineum

1875 legte Koch das erste Fußball-Regelwerk für das in Deutschland neue Spiel vor und gründete im selben Jahr am Martino-Katharineum den ersten deutschen Fußballverein, der aber, im Gegensatz zu dem oben erwähnten Lüneburger Verein, Rugby spielte. Erst die zweite, erweiterte Auflage von 1885 enthielt auch die Regeln für Assoziationsfußball.

„Auf dem Platz darf niemand sich hinlegen oder müßig stehen. Kein Schüler darf ohne besondere Erlaubnis den Rock ablegen; diese Erlaubnis wird nur denen erteilt, die ein wollenes Hemd tragen.“

Kochs Ziel war es, bei der Einführung des Fußballs im Schulsport den Schülern, neben der Körperertüchtigung, ethische Werte wie Disziplin und Teamgeist zu vermitteln. Dafür wurde das Regelwerk entwickelt, in dem zum Beispiel das Treten vor das Schienbein verboten wurde. „Fast alle Gesundheitsregeln aus Kochs Regelwerk wurden im gesamten deutschsprachigen Raum übernommen“, berichtet der Braunschweiger Heimatforscher Kurt Hoffmeister. Als Schiedsrichter fungierten in dieser frühen Phase der Spielentwicklung noch die Mannschaftsführer selbst, die „Fußballkaiser“ genannt wurden. Im ersten Regelwerk durfte der Ball auch noch von den Spielern in die Hand genommen und getragen werden. „Fußball ohne Ball aufnehmen“, also das Spiel ausschließlich mit dem Fuß, wurde zunächst als Schlechtwettervariante eingeführt, 1882 aber als verbindliche Spielform festgeschrieben.
Das Fußballspiel blieb zunächst den Jungen vorbehalten. Auf der Suche nach einem geeigneten Spiel für Mädchen führte August Hermann 1896 das vom Basketball abgeleitete Spiel Korbball ein. Die Einführung dieses Spiels zeigt, worum es der sogenannten Spielbewegung, deren führender Kopf Koch in diesen Jahren war, grundsätzlich ging: Ziel war nicht die Etablierung einzelner neuer Spiele, sondern eine allgemeine Reform des Schulunterrichts durch die Einbeziehung neuer und pädagogisch wertvoller Spiele.
Zur parallel entstehenden Sportbewegung standen Koch und seine Mitstreiter im Gegensatz, da bei ihnen immer das pädagogische Ziel angestrebt wurde. Kochs Verhältnis zum Wettkampfcharakter des Fußballspiels war zwar anerkennend im Punkt der motivierenden Wirkung von „Wettspielen“; einen rein an Sieg und Leistung orientierten Spielverlauf, bei dem nicht eine umfassende körperliche Entwicklung der Schwerpunkt wäre, lehnte er aber ab. Der Fußballpionier wollte das Spiel in seiner englischen Art deshalb nicht ohne Änderungen ins Regelwerk übernehmen. Er selbst betrachtete das Fußballspiel nicht nur aus akademischem Blickwinkel, sondern beteiligte sich auch aktiv auf dem Spielfeld.
Einige der englischen Fußballbegriffe wurden von ihm teilweise wörtlich in die Deutsche Sprache übersetzt und es entstanden dabei einige Kunstwörter. Im Jahre 1903 veröffentlichte er in der Zeitschrift des „Allgemeinen Deutschen Sprachvereins“ eine Liste mit deutschen Fußballbegriffen und ihren englischen Entsprechungen. Von den 81 dort aufgeführten Fachausdrücken sind viele noch heute gängig.

### Erste nationale und internationale Spiele
1888 fanden erste Vergleichswettbewerbe gegen Mannschaften aus Göttingen und Hannover statt. 1894 folgten erste Länderspiele gegen Mannschaften aus Großbritannien und den Niederlanden. Konrad Koch unterstützte 1890 auch in Berlin die Gründung des Deutschen Fußball- und Cricket Bunds, dem der aus Birmingham stammende Deutsch-Engländer John Bloch vorstand. Bloch war zugleich Präsident des English Football Club Berlin und Herausgeber der Wochenschrift "Spiel und Sport", die für die erste deutsche Fußballer-Generation das wichtigste Mitteilungsblatt war. Sowohl Konrad Koch als auch der etwas jüngere Fußballpionier Walther Bensemann publizierten darin in den Jahren 1893 und 1894 regelmäßig.
Darüber hinaus führte Koch 1891 „Raffball“ ein, einen Vorläufer des modernen Handballs.

### Die „englische Krankheit“

Der Stuttgarter Turnlehrer Karl Planck verspottete den neuen Sport anfänglich als „Fußlümmelei“ und „englische Krankheit“.

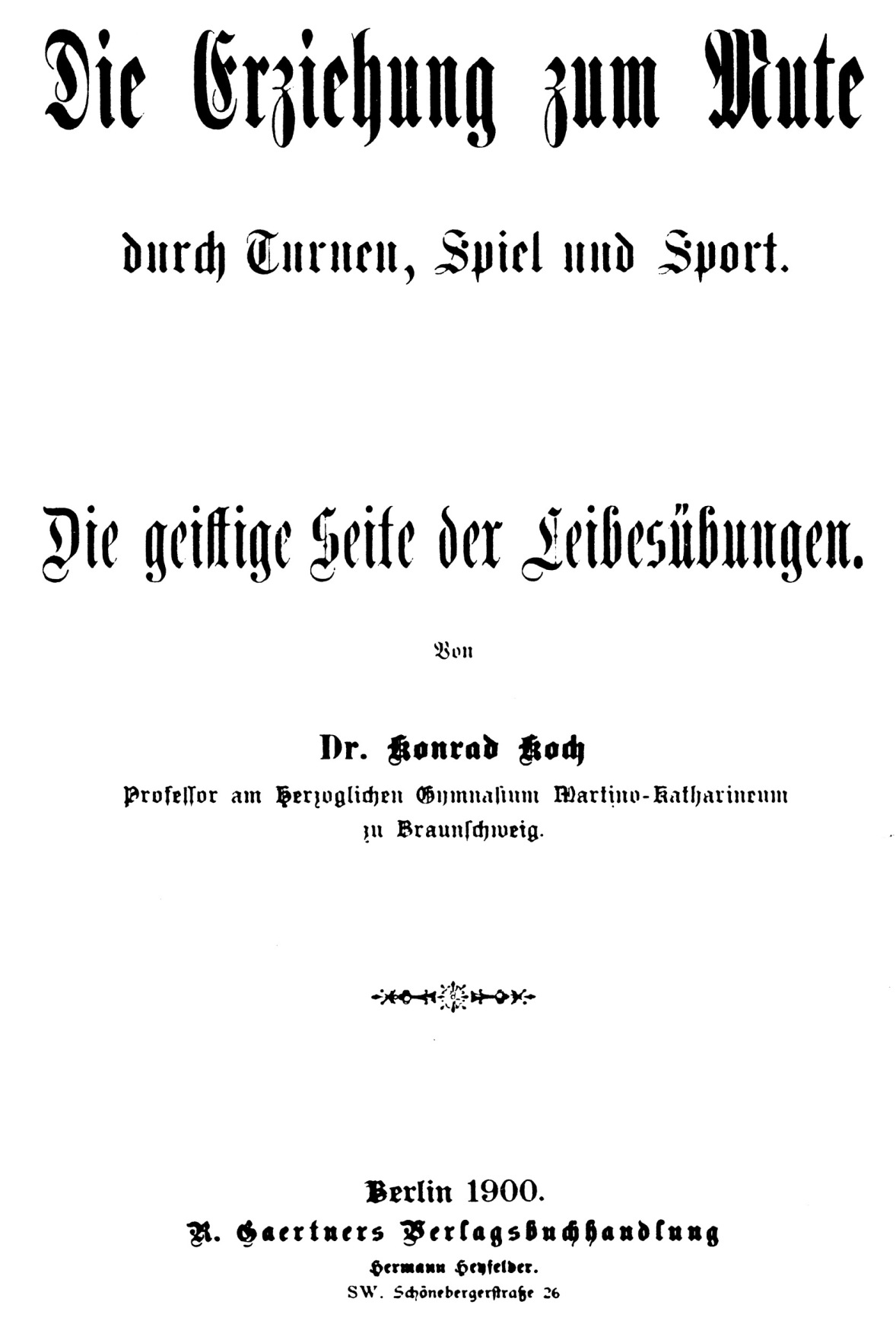
Kochs Erziehung zum Mute als geistige Schulung durch Sport und Spiel

Von Braunschweig aus verbreitete sich der Fußballsport in rasantem Tempo (1895 wurde der „Braunschweiger Turn- und Sportverein Eintracht von 1895 e. V.“ gegründet), so dass Koch bereits 1894 in seiner „Geschichte des Fußballs“ feststellen konnte:

„Die Frage, ob Fußball in Deutschland eingeführt werden soll oder nicht, bedarf keiner Erörterung mehr, sie ist durch die Macht der Tatsachen entschieden.“

Dabei war der Anfang schwer: Koch und sein Mitstreiter August Hermann wurden für ihre Überzeugung als „Spiel-Apostel“ oder „Spiel-Schwärmer“ verspottet. Widerstände gab es insbesondere aus dem Lager der Turner. Diese verunglimpften das Fußballspiel als „Fußlümmelei“, „Stauchball“ und „Englische Krankheit“. Die Rohheit des Spiels war für sie ein Verfall der Sitten. Allein schon der neumodische Begriff „Sport“ sorgte für Irritationen. Die Gesellschaft achtete auf Haltung, Maß und Würde. Anderenorts wurden Lehrer und Schüler von der Schule verwiesen, wenn sie sich am Fußballspiel beteiligten.

## Ehrungen
Am 8. Mai 1895, dem 58. Geburtstag des Prinzregenten des Herzogtums Braunschweig Albrecht von Preußen, wurde Koch von diesem persönlich in der Aula des Martino-Katharineums das Ritterkreuz II. Klasse vom Orden Heinrichs des Löwen verliehen.

## Würdigung

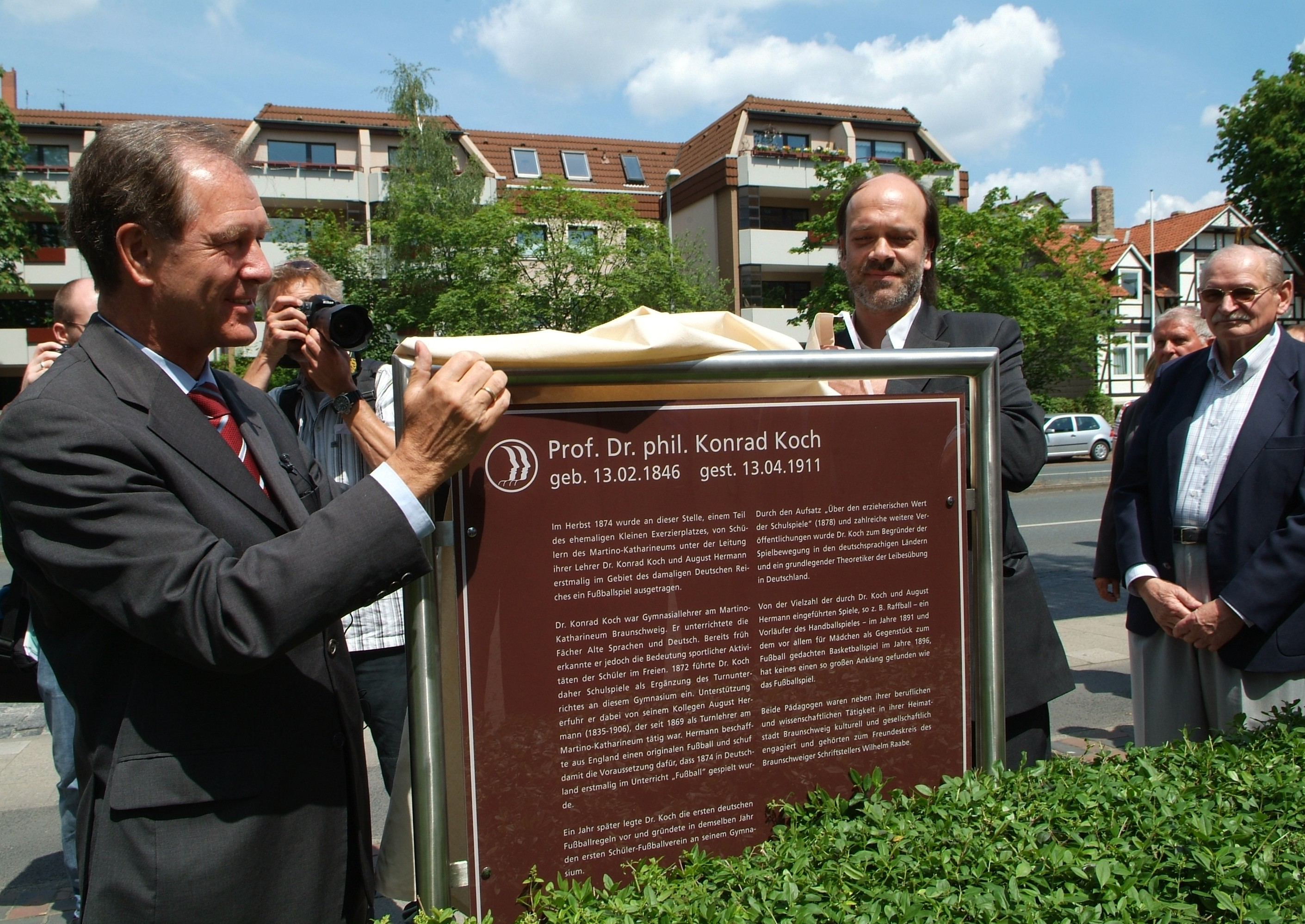
Enthüllung der Gedenktafel für Konrad Koch am 9. Juni 2006 in Braunschweig: links Braunschweigs Oberbürgermeister Gert Hoffmann und ganz rechts Kurt Hoffmeister

Koch gilt als Wegbereiter der Spielbewegung im deutschsprachigen Raum und grundlegender Theoretiker des Schulsports in Deutschland. Unter anderem war er Mitglied des Zentralausschusses zur Förderung der Volks- und Jugendspiele in Deutschland. Sein bedeutendstes Werk zum Thema erschien 1900: Die Erziehung zum Mute durch Turnen, Spiel und Sport. Die Stadt Braunschweig würdigte das historische Ereignis des ersten Fußballspiels auf deutschem Boden am 9. Juni 2006 zur Eröffnung der Fußball-Weltmeisterschaft 2006 in Deutschland mit der Einweihung einer Gedenktafel am Rebenring, vor dem ehemaligen „Kleinen Exerzierplatz“. Eine weitere Gedenktafel befindet sich am Eingang zur Aula des Martino-Katharineums. Darüber hinaus wurde der Sportplatz am Franzschen Feld in Braunschweig ausgebaut und in „Konrad Koch Stadion“ umbenannt. Konrad Kochs Leben und Werk wurde in mehreren Fachbüchern Kurt Hoffmeisters ausführlich dargestellt. Für seine Verdienste um den Sport in Niedersachsen wurde er in die Ehrengalerie des niedersächsischen Sports des Niedersächsischen Instituts für Sportgeschichte (1981 gegründet) aufgenommen.
Koch war unter anderem Mitglied der Ehrlichen Kleiderseller zu Braunschweig, einem Freundeskreis um Wilhelm Raabe.
Am 3. April 2019 wurde in Braunschweig ein Geschäftshaus nach längerem Umbau wieder eröffnet, welches nun den Namen "Konrad-Koch-Quartier" trägt.

## Verfilmung
Der Spielfilm Der ganz große Traum unter der Regie von Sebastian Grobler mit Daniel Brühl in der Rolle Konrad Kochs kam am 24. Februar 2011 in die deutschen Kinos.

## Schriften (Auswahl)
- Fußball. Regeln des Fußball-Vereins der mittleren Klassen des Martino-Katharineums zu Braunschweig. Braunschweig 1875
- Der erziehliche Werth der Schulspiele. Braunschweig 1878
- Geschichtstabellen. Johann Heinrich Meyer Verlag, Braunschweig, 1879, 62 S.
- Über Zweck und Ziel des deutschen Aufsatzes. In: Wissenschaftliche Beilage zum Jahresbericht des Herzoglichen Gymnasiums Martino-Katharineum zu Braunschweig 1889, Johann Heinrich Meyer Verlag, Braunschweig, 1889, 24 S.
- Platos Gorgias als Schullektüre. In: Wissenschaftliche Beilage zum Jahresbericht des Herzoglichen Gymnasiums Martino-Katharineum zu Braunschweig 1892, Johann Heinrich Meyer Verlag, Braunschweig, 1892, 22 S.
- Die Geschichte des Fußballs im Altertum und in der Neuzeit. Berlin 1894
- Die Erziehung zum Mute durch Turnen, Spiel und Sport. Die geistige Seite der Leibesübungen. R. Gaertners Verlagsbuchhandlung, Berlin, 1900, 224 S.